# Angles (Vendeia)
Angles é uma comuna francesa na região administrativa da Pays de la Loire, no departamento de Vendéia. Estende-se por uma área de 34,27 km². Em 2010 a comuna tinha 2 881 habitantes (densidade: 84,1 hab./km²).